# Håltång

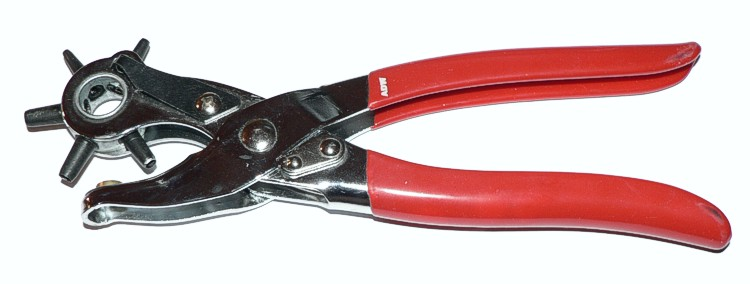
Håltång utan utväxling

En håltång är en tång vars ena skänkel är försedd med en eller oftast flera hålpipor och den motstående skänkeln med ett mothåll, vanligen av mässing. Om tången har flera hålpipor är sitter dessa ordnade efter storlek på ett roterande huvud. Håltänger används för att ta upp hål i skinn eller plast.
Håltänger kan ha utväxling vilket gör att det behövs mindre kraft för att genomföra håltagningen. Håltänger av högre kvalitet har utbytbara hålpipor. Mothållet är tillverkat av mässing för att inte slita på hålpipornas eggar, men det är vanligt att man försöker förlänga hålpipornas livslängd genom att täcka mothållet med en extra läderbit.